# Hans von Rimscha
Hans von Rimscha (ur. 9 marca 1899 w Rydze, zm. 1 kwietnia 1987 w Erlangen) – niemiecki historyk.

## Życiorys
Pochodził z rodziny Niemców bałtyckich, która osiadła w Rydze w połowie XIX wieku. Ojciec, Robert Hermann (1864-1941), był doktorem medycyny. Matką była Marie Charlotte Kuntzendorf (1876-1946). Ukończył szkoły średnie w Rydze (Albert-Schule i gimnazjum Nikolaia von Tideboehla). W 1918 rozpoczął studia na Uniwersytecie Dorpackim (historia). Był tam członkiem stowarzyszenia studentów ryskich Fraternitas Rigensis. Wstąpił wówczas jako ochotnik do Baltische Landswehr, niemieckich oddziałów obrony terytorialnej i walczył z bolszewikami. W 1920 wrócił do nauki. Studiował historię, prawo i nauki społeczno-polityczne na uniwersytetach w Tybindze, Getyndze, Jenie i Wrocławiu. W 1924 doktoryzował się w Jenie. Habilitował się w 1927. Publikował prace z zakresu sowietologii. Odbywał podróże studyjne do: ZSRR, Turcji oraz na Bałkany. Od 1925 do 1929 nauczał w ryskim gimnazjum, a także (od 1927) wykładał jako privatdozent na ryskiej Herder-Hochschule. Działał również jako dziennikarz (polityka zagraniczna) w Rigasche Rundschau i w Riga am Sonntag (w tym drugim piśmie pod pseudonimem Germanicus). Publikował też prace z zakresu historii niemieckiej mniejszości na Łotwie.
W czasie polityki Gleichschaltung nie zyskał uznania komisji weryfikacyjnych i usunięto go z Herder-Hochschule, jak i z Rigasche Rundschau. Od 1933 do 1939 pracował jako dziennikarz dla Rigasche Post.
W trakcie akcji Heim ins Reich przesiedlono go dobrowolnie do Puszczykowa, gdzie zamieszkał w domu przy ulicy Brzozowej 4 (Birkenstrasse). Z domu tego wyrzucono wcześniej prawowitych polskich właścicieli. Pracował w Poznaniu, jako redaktor, mając status politisch unzuverlässig (politycznie niewiarygodnego). Miał zakaz pracy w zawodach dziennikarza i nauczyciela.
W styczniu 1945 zbiegł do Koburgu (Bawaria). Potem przeniósł się do Erlangen i mieszkał tam do końca życia. Od 1947 wykładał na Uniwersytecie w Erlangen. W 1951 uzyskał tytuł profesora historii wschodnioeuropejskiej i najnowszej. Pisał głównie o Rosji i mniejszości niemieckiej na Łotwie. Był przewodniczącym Baltische Historische Kommission. Od 1959 do 1973 kierował Deutschlettischen Vereinigung w ramach Deutsch-Baltische Gesellschaft (Darmstadt).

## Publikacje
Opublikował m.in.:
- Der russische Emigration 1917-1921, Jena, 1924,
- Rußland jenseits der Grenzen 1924-1926. Ein Beitrag zur russischen Nachkrigsgeschichte, Jena, 1927,
- Im roten Reich der Rästel. Sowietrussische Skizzen, Ryga, 1927,
- Die Staatswerdung Lettlands und das baltische Deutschtum, Ryga, 1939[1],
- Die Gracchen. Charakterbild einer Revolution und ihrer Gestalten, Monachium, 1947.
- Dostojewskij – ein Antipode Goethes, Koburg, 1949,
- Russen gegen Bolschwiken. Die Entwicklung der russländischen Emigration nach dem Zweiten Weltkrieg, Frankfurt nad Menem, 1952,
- Die Umsiedlung der Deutschbalten aus Lettland im Jahre 1939. Eine Betrachtung, Hannover, 1957,
- Geschichte Russlands, Wiesbaden, 1960,
- Katharina II. Von der preußischen Generalstochter zur Kaiserin von Russland, Getynga, 1961,
- Baltisches Burschentum. Die studentischen Korporationen der Deutschbalten, Esten und Letten einst und jetzt, Monachium, 1968.

## Rodzina
Był żonaty dwukrotnie:
- z Eriką Behre z Berlina (1905-1950), którą poślubił 1 kwietnia 1929 w Gdańsku (rozpad małżeństwa nastąpił w 1936),
- z Liselotte Anspach z Rygi (1912-1988), którą poślubił 17 maja 1936 w Rydze[1].

Z pierwszą żoną miał dwójkę dzieci, a z drugą – trójkę. Jego syn Wolfgang (ur. 1 czerwca 1937 w Rydze) był prawnikiem. Jego wnuk Robert (ur. 1964) był dziennikarzem w Der Tagesspiegel, korespondentem w Waszyngtonie, pisarzem politycznym, dyplomatą, rzecznikiem partii FDP, ambasadorem niemieckim w Laosie i radcą kulturalnym ambasady w Tokio. Jego dziadek Michael Hieronymus (1827-1907), kupiec, nie był Niemcem – urodził się w Żyrmunach jako syn Wincentego Antoniego Rymszy herbu Gozdawa, powstańca listopadowego. Był spokrewniony z rosyjskim feldmarszałkiem okresu napoleońskiego, Michaiłem Barclay de Tolly. Miał rodzeństwo: brata Kurta Michaela (1897-1945) i dwie siostry – Helenę Olgę (1900-1988) i Ruth Elsę (1906-2001).